# Kho (nấu ăn)

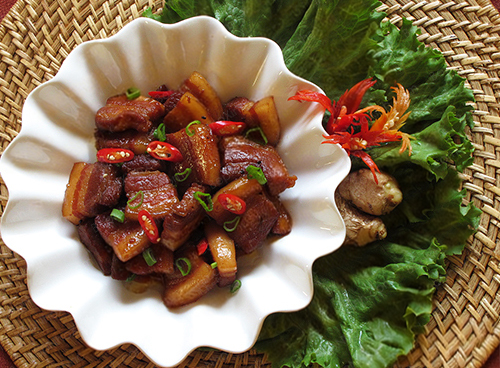
Thịt kho

Trong ẩm thực, kho là kỹ thuật nấu ăn dùng nhiệt để nấu chín thức ăn.

## Ưu điểm
Hạn chế việc sử dụng dầu ăn và giúp giữ lại các chất dinh dưỡng trong món ăn.

## Cách thức và phân loại
Quy trình kho gồm 
1. Thịt, cá được ướp với gia vị (muối ăn, đường ăn, tiêu ăn, bột nêm, bột ngọt, xì dầu) trước khi nấu.
2. Phi hành tỏi với dầu đến khi dậy mùi rồi xào thịt, cá đã ướp trong lửa lớn cho săn lại.
3. Cho các nguyên liệu khác vào đảo đều cho ngấm gia vị.

Kho gồm các loại:
- Kho cạn nước (còn gọi là kho rặt, kho kẹo): cá kho tộ,... hoặc cho vào nồi áp suất và bắt đầu ninh hầm như: đậu hầm, thịt hầm...
- Kho nhiều nước: Cho nước dùng vào, nêm gia vị vừa ăn đun sôi thêm 1 khoảng thời gian 10-15 phút tùy món ăn để nguyên liệu chín nhừ và phần gia vị thấm sâu vào các nguyên liệu tạo hương vị đậm đà.[1] Om (braise): thịt kho tàu, lagu.

## Khoa học
Thịt, cá khi kho sẽ giữ được độ ẩm do các tế bào của mô cơ được dưỡng ẩm trước khi nấu, thông qua quá trình thẩm thấu, và bằng cách cho phép các tế bào giữ nước, trong khi chúng được nấu chín, thông qua quá trình biến tính.
Nước kho bao quanh tế bào có nồng độ muối cao hơn dịch tế bào bên trong, trong khi bên trong tế bào lại có nồng độ các chất tan khác cao hơn. Điều này dẫn các ion muối khuếch tán vào tế bào, trong khi các chất hoà tan trong các tế bào không thể khuếch tán thông qua các màng tế bào vào nước kho. Độ mặn tăng của dịch tế bào làm cho tế bào hấp thu nước từ nước kho thông qua thẩm thấu. Muối khi vào được tế bào cũng làm biến chất các protein. Các protein đông tụ, tạo thành một ma trận bẫy các phân tử nước và giữ chúng trong khi nấu. Điều này ngăn cản thịt khử nước.
Khi kho, nhiệt độ cao làm nhừ thực phẩm cũng như thắng sơ phần đường (nước đường thắng), một nguyên liệu thường thấy trong món kho tạo màu sắc đẹp mắt.

## Ẩm thực
Phương pháp này có kỹ thuật nấu kết hợp giữa việc sử dụng cả chất ẩm và hơi nóng khô. Nguyên liệu sẽ được đun cho đến khi cạn nước với nhiệt độ cao trước khi tiếp tục đun ở nhiệt độ thấp với lượng nước thích hợp để làm nhừ, tùy theo hương vị của món ăn. Trong một số công thức, món ăn sẽ tự tiết ra nước và tạo thành một hỗn hợp nước sốt đặc và thơm ngon. Trong nhiều thực phẩm, thêm muối hay kho cũng được xem như một cách bảo quản, kho càng mặn càng để được lâu.
Một số các nguyên liệu thường dùng để kho là: thịt, cá, măng, đậu hũ, trứng, gà, nước mắm (kho quẹt),...